# Göksel

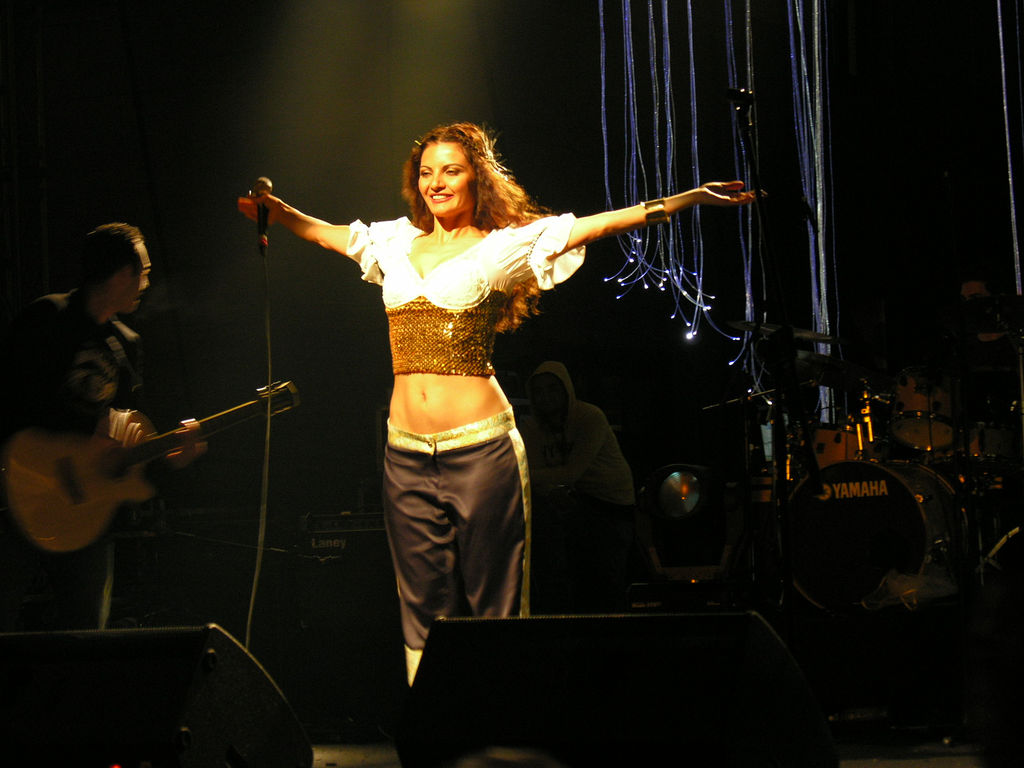
Göksel

Göksel Demirpençe, kurz Göksel genannt (* 25. November 1971 in Istanbul), ist eine türkische Popsängerin.

## Leben und Karriere
Nach einem abgebrochenen Philosophiestudium an der Bosporus-Universität sang sie zunächst als Backgroundsängerin für verschiedene Musiker, u. a. Sezen Aksu und Sertab Erener. 1997 erschien ihr Debütalbum Yollar mit dem Hit Sabır. 2001 wechselte sie zu Sony Music und veröffentlichte ihr zweites Album Körebe mit dem Hit Depresyondayım (ich bin deprimiert).
Neben ihren Soloalben arbeitete sie auch mit verschiedenen anderen Künstlern zusammen, z. B. der griechischen Band Omega Vibes (Karşı kıyıya) oder maNga (Dursun Zaman). 2006 gab sie ein Konzert in Bochum, 2008 in Mannheim. 2007 erschien ihr Album Ay'da yürüdüm (Ich bin auf dem Mond gelaufen). In dem Stück Taş Bebek wird sie von Teoman und Ferman Akgül (Sänger von maNga) unterstützt. Im Jahr 2013 gewann sie einen Altın Kelebek Award.
In ihrer bisherigen Musiklaufbahn machte sie mit zahlreichen Hits wie Kurşuni Renkler, Dursun Zaman, Bi Seni Konuşurum, Dudaklarında Arzu, Uzaktan, Denize Bıraksam oder Bu da Geçecek auf sich aufmerksam.

## Diskografie

### Alben
- 1997: Yollar
- 2001: Körebe
- 2003: Söz Ver
- 2005: Arka Bahçem
- 2007: Ay'da Yürüdüm
- 2009: Mektubumu Buldun mu?
- 2010: Hayat Rüya Gibi
- 2012: Bende Bi' Aşk Var
- 2015: Sen Orda Yoksun
- 2024: B'Aşka Şarkılar

### Weitere Alben
- 2008: Alternatif Müzikte Yaz Serinliği
- 2009: The Best of (Kompilation)
- 2023: Live at BGM 2023 (Livealbum)

### Musikvideos
| - 1997: Sabır - 1997: Uzun Uzun Yollar - 1997: Kurşuni Renkler - 2001: Depresyondayım - 2001: Bir İthimal - 2001: Günün Birinde - 2003: Hastasıyım - 2003: Allı Pullu - 2003: Firar - 2003: Karşı Kıyıya - 2005: Arka Bahçemde - 2005: Bi Seni Konuşurum - 2005: Benden Geçti Aşk - 2005: Karar Verdim - 2007: Yarabbi Şükür - 2007: Taş Bebek (mit Teoman & Ferman Akgül) - 2008: Yabani Otlar - 2009: Dudaklarında Arzu | - 2009: Baksana Talihe - 2010: Ağlamak Güzeldir - 2010: Senden Başka (Original: Grigoris Bithikotsis – Milisse Mou) - 2010: Sevil Neşelen - 2012: Acıyor - 2012: Uzaktan - 2012: Yalnız Kuş - 2013: Aşkın Yalanmış - 2015: Sen Orda Yoksun - 2015: Denize Bıraksam (Hintergrundstimme: Mabel Matiz) - 2015: Gittiğinde - 2016: Isırgan - 2024: Affetmem Asla Seni - 2024: Sen Kimseyi Sevemezsin - 2024: Kaderimde Hep Güzeli Aradım - 2024: Bir İhtimal Daha Var - 2024: Yaşanmamış Yıllar - 2024: Gündüzüm Seninle |

### Einzelveröffentlichungen
- 2025: Olmaz Mı
- 2025: Pardon
- 2024: Bıçak
- 2023: Başkası
- 2023: Burda Kalayım
- 2022: Sen Varsın
- 2022: Canım
- 2022: Haklıydın
- 2021: Çölde Bi' Vaha
- 2020: Lütufsuz Yaz
- 2020: Ben Fena Aşığım
- 2019: Hiç Yok
- 2019: Bu da Geçecek
- 2017: Tam da Şu An
- 2005: Bi Seni Konuşurum (Remix)[1]

### Zusammenarbeiten mit andern Künstlern
- 2025: Karar Verdim (mit Dedublüman)
- 2024: Bir Günah Gibi (mit Genco Arı)
- 2024: Ne Zamandır Sendeyim (mit Madrigal)
- 2018: Duruyor Dünya (mit Hey! Douglas)
- 2017: Gözleri Aşka Gülen (mit Yaşar Gaga)
- 2017: Nasıl Yaptın (mit Yaşar Gaga)
- 2016: Rüya (mit Erol Evgin)
- 2016: Unutamadım (von Ayşegül Aldinç – Hintergrundstimme)
- 2015: Fena Halde Bela (von Mabel Matiz – Hintergrundstimme)
- 2015: Ahu (von Mabel Matiz – Hintergrundstimme)
- 2013: İki Gölge (von Rashit – Hintergrundstimme)
- 2012: Sabır (mit Ozan Çolakoğlu)
- 2012: Aşkın Sırrı Bilinmez (mit Ahmet Koç)
- 2010: Beşiktaş Üsküdar (mit Melih Ünen)
- 2010: Goodbye My Love (mit Gökcan Sanlıman)
- 2004: Dursun Zaman (mit maNga)
- 2003: Karşı Kıyıya (von Omega Vibes – Hintergrundstimme)
- 2000: Sensiz Şarkı (von Turgut Berkes – Hintergrundstimme)
- 1997: O'nun Şarkısı (von Yavuz Çetin – Hintergrundstimme)
- 1997: Rengarenk (von Yaşar Gaga – Hintergrundstimme)
- 1997: Aşka Yalan Dedirtmem (von Yaşar Gaga – Hintergrundstimme)

### Beiträge auf Compilations
- 2024: Özledim (Original von Cem Adrian)
- 2024: Boş Vere Boş Vere (Original von Selami Şahin)
- 2023: Karabiberim (Original von Serdar Ortaç)
- 2022: İzmir'in Kavakları
- 2018: Gidelim Buralardan (Original von Nazan Öncel)
- 2017: Unutulmaz (Original von Mirkelam)
- 2016: Karlı Kayın Ormanı (Original von Zülfü Livaneli)
- 2016: Bir Demet Yasemen (Original von Zeki Müren)
- 2007: Kedim (Original von Ezginin Günlüğü)
- 2004: İstemeyerek İstemeyerek (Original von Murathan Mungan)

## Filmografie
Serien
- 2012: Yalan Dünya (Gastauftritt)
- 2020: Kalk Gidelim (Gastauftritt)

## Auszeichnungen
- 2013: Altın Kelebek Award in der Kategorie Beste Pop-Sängerin
- 2013: Kral Türkiye Müzik Award in der Kategorie Beste Künstlerin